# Разделени селища
Разделени селища са онези градове или села, които вследствие от политически промени или преначертаване на границите между държавите понастоящем представляват отделни селища. В списъка по-долу са изброени разделени населени места в наши дни.
- Бад Мускау
  - Бад Мускау, Германия
  - Ленкница, Полша

- Бад Радкерсбург
  - Бад Радкерсбург, Австрия
  - Горна Радгона, Словения

- Валга
  - Валга, Естония
  - Валка, Латвия

- Врабча, разделено село между България и Сърбия

- Гаалкацио
  - Южно Гаалкацио, под контрола на Галмудунг
  - Северно Гаалкацио, под контрола на Пунтленд

- Гмюнд
  - Гмюнд (Долна Австрия), Австрия
  - Ческе Веленице, Чехия

- Гориция
  - Гориция, Италия
  - Нова Горица, Словения

- Гьорлиц
  - Гьорлиц, Германия
  - Згожелец, Полша

- Губен
  - Губен, Германия
  - Губин, Полша

- Долна Невля, разделено село между България и Сърбия

- Жеравино, разделено село между България и Сърбия

- Йерусалим (под контрола на Израел след края на Шестдневната война)
  - Западен Йерусалим, Израел 1948 – 1967
  - Източен Йерусалим, Йордания 1948 – 1967

- Комарно
  - Комарно, Словакия
  - Комаром, Унгария

- Косовска Митровица
  - Южна Митровица, под контрола на косовското правителство
  - Северна Митровица, под контрола на сърбите (Северно Косово)

- Кюстрин
  - Костшин над Одрон, Полша
  - Кюстрин-Киц, Германия

- Лауфенбург
  - Лауфенбург, Германия
  - Лауфенбург, Швейцария

- Мояле
  - Мояле, Кения
  - Мояле, Етиопия

- Нарва
  - Нарва, Естония
  - Ивангород, Русия

- Никозия, столица на Република Кипър, чиято северна част е окупирана от Турция през 1978 г. Северна Никозия е обявена за столица на Севернокипърската турска република през 1983 г.

- Петачинци, разделено село между България и Сърбия

- Рафах, разделен град между Палестинската автономия и Египет

- Рагар, разделен град между Израел и Ливан

- Райнфелден, разделен град между Швейцария и Германия

- Солт Сейнт Мари
  - Солт Сейнт Мари, САЩ
  - Солт Сейнт Мари, Канада

- Страсбург
  - Страсбург, Франция
  - Кел, Германия

- Стрезимировци, разделено село между България и Сърбия

- Тешин
  - Чешин, Полша
  - Чески Тешин, Чехия

- Торнео
  - Торнио, Финландия
  - Хапаранда, Швеция

- Франкфурт на Одер
  - Франкфурт на Одер, Германия
  - Слубице, Полша

- Форст
  - Форст, Германия
  - Зашеки, Полша